# Kazuo Koike
Kazuo Koike (japonès: 小池 一夫)  (Ōmagari, 8 de maig de 1936 - Tòquio, 17 d'abril de 2019) fou un guionista de còmics japonés.

## Biografia
Va començar a treballar a la Saito Productions al 1960, en les sèries Golgo 13 i Muyonosuke.
Entre 1970 i 1976 va realitzar juntament amb el dibuixant Goseki Kojima, la seva obra més coneguda, El llop solitari i el seu cadell, d'èxit immediat al Japó i posteriorment, als Estats Units, on va ser publicat per First Comics.
Altres de les seves obres més famoses són Asa, l'executor, i Crying Freeman. Considerat un dels guionistes més brillants del seu país, és el fundador de l'estudi de guionistes Studioship, que funciona a manera de cooperativa amb quaranta empleats fixos, i de l'escola de mànga "Gekigason Juku". Entre els seus deixebles més coneguts figuren la Rumiko Takahashi, (Ranma ½), i en Tetsuo Hara, (El Puny de l'Estrella del Nord).